# Ann Marie Di Mambro
Ann Marie Di Mambro (Glasgow, 18 giugno 1950) è una scrittrice e drammaturga scozzese.
Di origini italiane, scrive anche in lingua gaelica scozzese e produce sceneggiature per la televisione. Le sue opere teatrali vengono frequentemente rappresentate e appaiono come testi d'obbligo nelle scuole scozzesi per Dramma e Letteratura e sono state premiate nel 1994-95 con lo Susan Smith Blackburn Prize, raccolte in antologie e pubblicate individualmente.

## Televisione
Di Mambro ha prodotto sceneggiature per le seguenti serie televisive:
- Take the High Road
- The Inspector Lynley Mysteries
- Casualty
- EastEnders
- River City
- Kicking for Home
- The Store
- Taggart
- Holby
- Flesh and Blood
- Pie in the Sky
- Dramarama
- Winners and Losers
- Doctor Finlay.

## Sceneggiature in gaelico
Di Mambro è stata anche la sceneggiatrice della prima serie televisiva drammatica in lingua gaelica scozzese, intitolata Machair creata in collaborazione con Peter May e Janice Hally.  Insieme a Hally, Di Mambro scrisse la sceneggiatura prima in lingua inglese per poi tradurla in gaelico.  Meno del 2% della popolazione scozzese è in grado di parlare la lingua gaelica scozzese, ma lo show ha avuto uno share del 30%, facendolo diventare uno dei programmi più ascoltati in Scozia. Machair è stato nominato come miglior produzione e sceneggiatura al Celtic Film Festival e dalla Writers Guild of Great Britain.

## Teatro
- Ae Fond Kiss (2007) Assembly Rooms, Edimburgo[8]
- Scotland Matters (1992) 7:84 Theatre Company (touring company), Scozia[8]
- Brothers of Thunder (1998) pubblicato in "Scotland Plays" Nick Hern Books, Londra, 1998[8]
- Tally's Blood (1990) Traverse Theatre, Edimburgo[8]
- The Letter Box (1989) Sabhal Mòr Ostaig, Isola di Skye[8]
- Long Story Short (1989) 7:84 Theatre Company (touring company), Scozia[8]
- Visible Differences (1988) TAG, Theatre About Glasgow[8]
- Sheila (1988) Traverse Theatre, Edimburgo[8]
- Dixon's Has Blasted (1987) Mayfest, Glasgow[8]
- Joe (1987) Traverse Theatre, Edimburgo[8]
- Hocus Pocus (1986) Annexe Theatre Company, Glasgow[8]